# U-Bahnhof Haselhorst

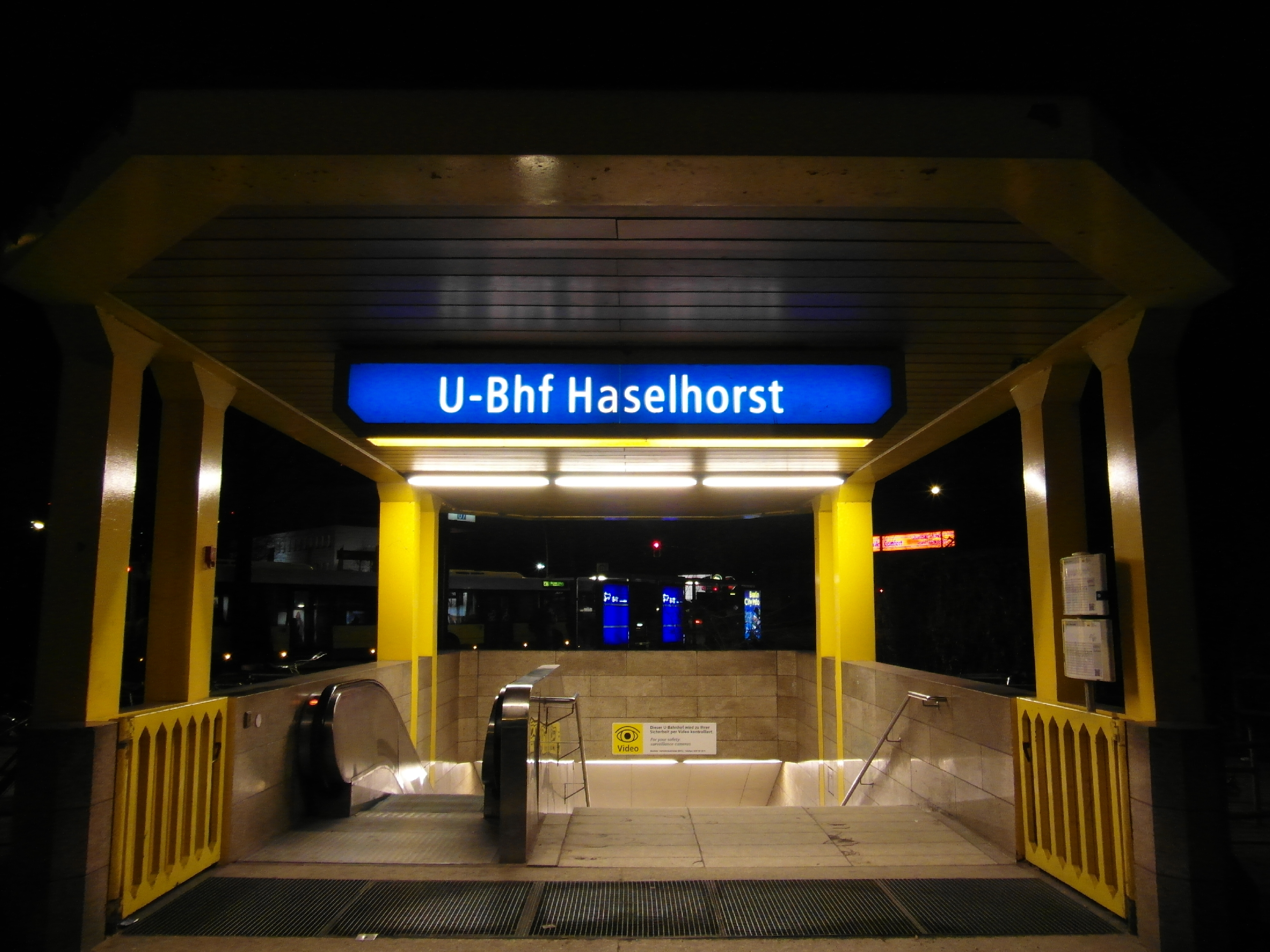
Bahnhofseingang

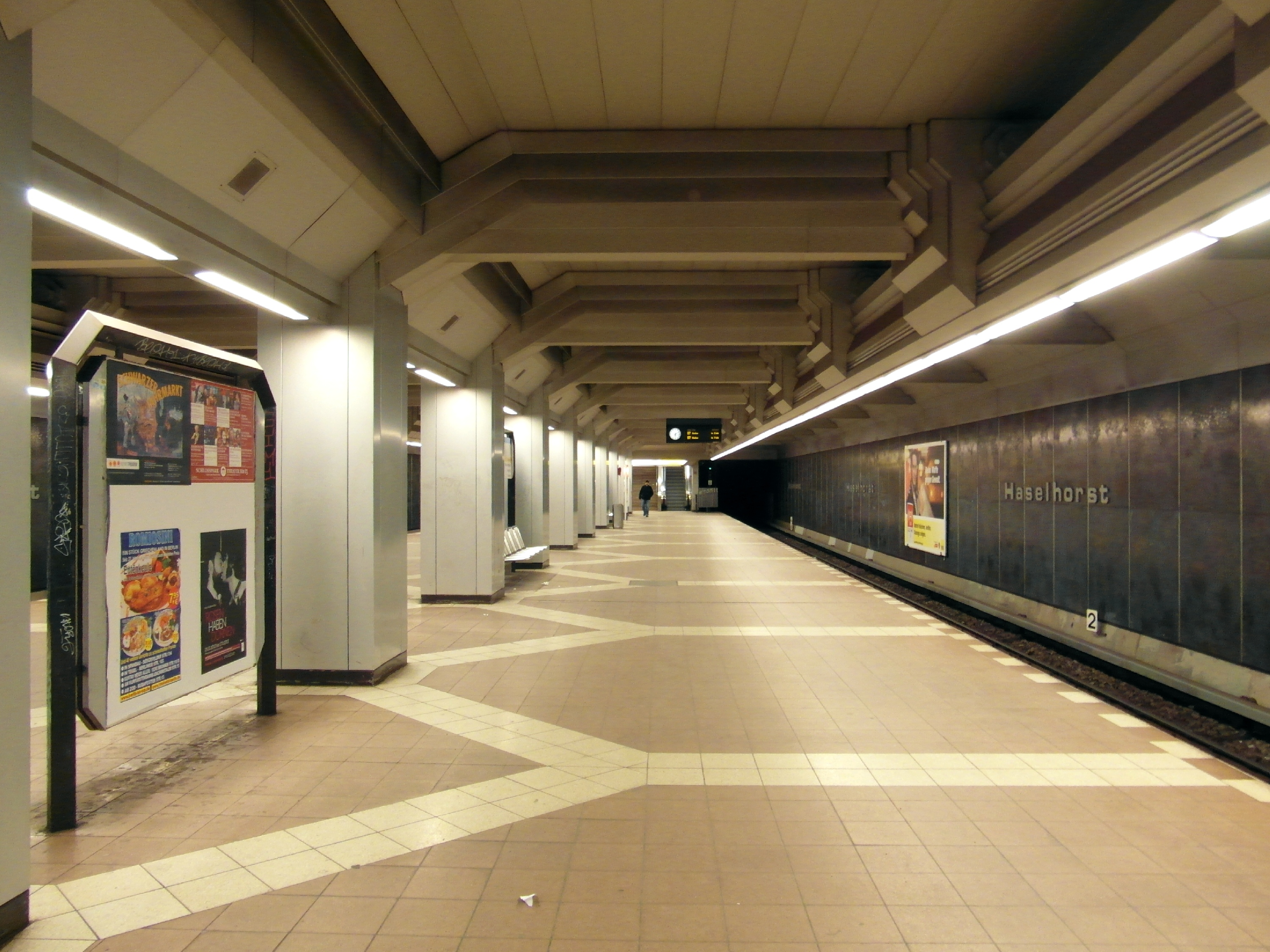
Bahnsteig

Der U-Bahnhof Haselhorst ist eine Station der Berliner U-Bahn-Linie U7. Er wurde am 1. Oktober 1984 im Zuge der Verlängerung der U7 zum Rathaus Spandau eröffnet und befindet sich im gleichnamigen Ortsteil am Ferdinand-Friedensburg-Platz. Im Bahnhofsverzeichnis der BVG wird der Bahnhof als Hs bezeichnet. Bis zum benachbarten Bahnhof Zitadelle sind es 1100 Meter, zum Bahnhof Paulsternstraße beträgt die Entfernung 990 Meter. Der Bahnsteig ist 110 Meter lang. Die Station ist mit einem Aufzug und Rolltreppen ausgestattet, der Zugang gilt als barrierefrei.
Alle U-Bahnhöfe zwischen den U-Bahnhöfen Rohrdamm und Rathaus Spandau gestaltete der Architekt Rainer G. Rümmler. Während andere Bahnhöfe, beispielsweise Paulsternstraße und Rathaus Spandau, besonders bunt oder prunkvoll erscheinen, wirkt der Bahnhof Haselhorst zurückhaltender und fällt eher durch seine strenge Optik und geometrischen Linien auf. Rümmler benutzte hier eine anthrazitfarbene Wandverkleidung sowie eine individuelle Deckenform, sodass sich eigenartige und interessante Beleuchtungseffekte ergeben.
Im Oktober 2006 ließ die BVG die Decke im Eingangsbereich zum Gorgasring aufgrund von erheblichen Vandalismusschäden entfernen, bis Frühjahr 2007 wurde eine neue, vandalismusresistente Decke eingebaut.
Im Januar 2016 konnte ein Aufzug in Betrieb genommen werden, zusammen mit dem Einbau eines Blindenleitsystems sowie der Anpassung der Bahnsteigkantenhöhe ist der Bahnhof seitdem barrierefrei zugänglich. Die Kosten hierfür wurden mit 1,9 Millionen Euro angegeben. Die Grundinstandsetzung sollte bis 2016 abgeschlossen sein.
Im März 2017 wurde bekanntgegeben, den U-Bahnhof – zusammen mit sechs weiteren der nördlichen U7 – unter Denkmalschutz zu stellen.

## Anbindung
| Linie | Verlauf |
| ----- | --- |
|       | Rathaus Spandau – Altstadt Spandau – Zitadelle – Haselhorst – Paulsternstraße – Rohrdamm – Siemensdamm – Halemweg – Jakob-Kaiser-Platz – Jungfernheide – Mierendorffplatz – Richard-Wagner-Platz – Bismarckstraße – Wilmersdorfer Straße – Adenauerplatz – Konstanzer Straße – Fehrbelliner Platz – Blissestraße – Berliner Straße – Bayerischer Platz – Eisenacher Straße – Kleistpark – Yorckstraße – Möckernbrücke – Mehringdamm – Gneisenaustraße – Südstern – Hermannplatz – Rathaus Neukölln – Karl-Marx-Straße – Neukölln – Grenzallee – Blaschkoallee – Parchimer Allee – Britz-Süd – Johannisthaler Chaussee – Lipschitzallee – Wutzkyallee – Zwickauer Damm – Rudow |

Am U-Bahnhof bestehen Umsteigemöglichkeiten zu den Omnibuslinien M36, X33, 133 und N33 der BVG.